# Alfred Beit
Alfred Beit (1853 – 1906) était un industriel et philanthrope britannique sud-africain d'origine allemande, qui a contribué au développement des mines d'or et de diamant en Afrique du Sud à la fin du XIXe siècle.

## Biographie
Né à Hambourg dans une famille de négociants juifs, frère d'Otto Beit, il part à Amsterdam où il devient apprenti dans la société de bijouterie du français Jules Porgès.
Il fait fortune dans la spéculation immobilière en achetant puis revendant avec profit des terrains pour les entreprises. En 1875, Jules Porgès l'envoie à Kimberley, en Afrique du Sud, où il devient un associé du magnat des affaires Cecil Rhodes dans la société Kimberley Central Company, qu'il contribue à développer.
En 1886, associé à Joseph Robinson, il achète les concessions de Randfontein. En 1886 également, il étend ses possessions au tout nouveau gisement d'or du Witwatersrand, en association avec Hermann Eckstein et Joseph Robinson, au sein du « Robertson Syndicate » et de la société Wernher, Beit & Co. Il fait venir des ingénieurs des États-Unis et développe l'extraction en grande profondeur. À la suite d'un accord entre Cecil Rhodes et Lobengula, il fonde la British South Africa Company en 1888. Plusieurs sociétés, comme De Beers Rand Mines, Rhodesia Railways et Beira Railway Company, font appel à ses talents d'administrateur.
En 1888, son frère Otto Beit le rejoint au sein de sa société Wernher, Beit & Co à Londres, où tous deux travaillent. Il se brouille avec Joseph Robinson et partage en deux la zone qu'ils avaient achetée, lui choisissant l'est, qui se révèlera la plus intéressante à terme grâce à l'exploitation en grande profondeur.
Bras droit de Cecil Rhodes, il a financé le Raid Jameson de 1895, dont l'échec l'oblige à démissionner, après une enquête parlementaire.
Collectionneur d'art, il possédait quelques toiles des maîtres du siècle d'or néerlandais, dont son frère Otto hérita en partie.